# Vuelta a España 2023/6. Etappe
Die 6. Etappe der Vuelta a España 2023 fand am 31. August 2023 statt und endete mit der zweiten Bergankunft der 78. Austragung des spanischen Etappenrennens in der Sierra de Javalambre. Die Strecke führte von La Vall d’Uixó über 183,1 Kilometer auf die Pico del Buitre, wo sich das Ziel beim Observatorio Astrofísico de Javalambre auf einer Höhe von 1956 Metern befand. Nach der Zielankunft hatten die Fahrer insgesamt 909 Kilometer absolviert, was 28,7 % der Gesamtdistanz der Rundfahrt entspricht.
Etappensieger wurde der US-Amerikaner Sepp Kuss (Jumbo-Visma), der sich aus der Ausreißergruppe im Schlussanstieg der Pico del Buitre absetzte. Der Etappenzweite Lenny Martinez (Groupama-FDJ) übernahm das Rote Trikot von Remco Evenepoel (Soudal Quick-Step), der im Finale rund 30 Sekunden auf Primož Roglič und Jonas Vingegaard (beide Jumbo-Visma) verlor.

## Streckenführung
Nach dem Start in La Vall d’Uixó führte die Strecke über einen kurzen, nicht-kategorisierten Anstieg ins Hinterland der Mittelmeerküste. Kurz nach Segorbe begann die Auffahrt auf den Puerto de Arenillas (900 m), der nach 48,8 Kilometern erreicht wurde und als Anstieg der 3. Kategorie klassifiziert worden war. Die nachfolgende Abfahrt führte nach Montanejos, ehe es vorbei am Castillo de la Viñaza nach Olba ging, wo die Alto Fuentes de Rubielos (1003 m) in Angriff genommen wurde. Auf der Kuppe wurde nach 83,1 Kilometern eine weitere Bergwertung der 3. Kategorie abgenommen. Die Fahrer befanden sich nun auf einem Hochplateau, dass sie bis zum Ende der Etappe nicht mehr verließen. Hier wurden die Gemeinden Mora de Rubielos, La Puebla de Valverde und Sarrión durchfahren. Bei Manzanera erreichten die Fahrer ein leicht ansteigendes Tal, dem sie bis Torrijas folgten, wo 21,5 Kilometer vor dem Ziel ein Zwischensprint ausgefahren wurde, bei dem auch Zeitbonifikationen für das Gesamtklassement vergeben wurden. Im Anschluss folgte eine flache, rund 10 Kilometer lange Abfahrt die nach La Tejeria führte, dass am Fuße der Schlusssteigung lag.
Der Schlussanstieg auf die Pico del Buitre (1956 m) wies auf einer Länge von 10,9 Kilometern eine durchschnittliche Steigung von 8 % auf und war als Bergwertung der 1. Kategorie klassifiziert. Bereits auf der ersten Hälfte wurden Rampen von bis zu 16 % erreicht, ehe die steilsten Kilometer nach einem kurzen Flachstück in der zweiten Hälfte des Anstiegs erreicht wurden. Die letzten fünf Kilometer wies im Schnitt eine Steigung von rund 9 % auf, wobei auch Kilometerschnitte jenseits der 11 % Marke erreicht wurden.
|                            | Ort                      | Kilometer | Länge (km) | Höhe (m) | Ø Steigung |
| -------------------------- | ------------------------ | --------- | ---------- | -------- | ---------- |
| Start                      | La Vall d’Uixó           | 0,0       |            |          |            |
| Bergwertung (3. Kategorie) | Puerto de Arenillas      | 48,8      | 5,8        | 900      | 4,7 %      |
| Bergwertung (3. Kategorie) | Alto Fuentes de Rubielos | 83,1      | 6,1        | 1003     | 6,2 %      |
| Zwischensprint             | Torrijas                 | 161,6     |            |          |            |
| Bonussprint                | Torrijas                 | 161,6     |            |          |            |
| Bergwertung (1. Kategorie) | Pico del Buitre          | 183,1     | 10,9       | 1956     | 8 %        |
| Ziel                       | Pico del Buitre          | 183,1     | 10,9       | 1956     | 8 %        |

## Rennverlauf
Nach dem offiziellen Start kam es zu den ersten Angriffen aus dem Hauptfeld, wobei sich keine Gruppe entscheidend absetzten konnte. In der nervösen Anfangsphase kam es im Peloton zu einem Sturz, in den auch Lenny Martinez, Romain Grégoire (beide Groupama-FDJ), Wilco Kelderman (Jumbo-Visma) und Eduardo Sepúlveda (Lotto Dstny) involviert waren. Nach rund 40 Kilometern fuhr das immer noch geschlossene Fahrerfeld über den Puerto de Arenillas, wo sich Jesús Herrada (Cofidis) die meisten Punkte vor Oier Lazkano (Movistar) und Nicolas Prodhomme (AG2R Citroën) sicherte. Nach der anschließenden Abfahrt teilte sich das Hauptfeld nach rund 70 gefahrenen Kilometern in zwei Gruppen. In der ersten Gruppe, die mehr als 40 Fahrer umfasste, war auch Lenny Martinez vertreten, der als Gesamtdritter einen Rückstand von 17 Sekunden im Gesamtklassement aufwies.
Auf der Alto Fuente de Rubielos zerfiel die Spitzengruppe kurzzeitig, die mittlerweile einen Vorsprung von rund fünf Minuten auf das Hauptfeld herausgefahren hatte. Die Bergwertung gewann der Spanier Marc Soler (UAE Team Emirates). Nach der schnellen Anfangsphase und den zahlreichen Stürzen stiegen sowohl Lorenzo Milesi (DSM-Firmenich), als auch Jay Vine (UAE Team Emirates), Andrea Bagioli (Soudal Quick-Step) und Andrea Vendrame (AG2R Citroën) vorzeitig vom Rad.
Auf dem nachfolgenden Plateau formierte sich schließlich die Ausreißergruppe des Tages, in der folgende Mannschaften (sortiert nach dem bestplatzierten Fahrer in der Gesamtwertung) vertreten waren: Lenny Martinez, Rudy Molard, Michael Storer (alle Groupama-FDJ), Marc Soler (UAE Team Emirates), Sepp Kuss, Attila Valter, Jan Tratnik, Dylan van Baarle (alle Jumbo-Visma), Steff Cras, Paul Ourselin, Fabien Doubey (alle TotalEnergies), Wout Poels, Mikel Landa, Santiago Buitrago (alle Bahrain Victorious), Jefferson Cepeda, Fernando Barceló (beide Caja Rural-Seguros RGA), David de la Cruz, Javier Romo (beide Astana Qazaqstan), Rémy Rochas, Rubén Fernández, Jesús Herrada (alle Cofidis), Juan Pedro López (Lidl-Trek), Hugh Carthy (EF Education-EasyPost), Einer Rubio, Oier Lazkano (beide Movistar), Christián Rodríguez (Arkéa-Samsic), Lennard Kämna, Emanuel Buchmann (beide Bora-hansgrohe), Romain Bardet, Max Poole (beide DSM-Firmenich), Mattia Cattaneo, Louis Vervaeke (beide Soudal Quick-Step), Jonathan Castroviejo (Ineos Grenadiers), Felix Engelhardt (Jayco AlUla), Dorian Godon, Nicolas Prodhomme (beide AG2R Citroën), Lennert Van Eetvelt, Sylvain Moniquet, Andreas Kron (alle Lotto Dstny) und Rui Costa (Intermarché-Circus-Wanty). Im Hauptfeld übernahmen die Mannschaften Soudal Quick-Step, Ineos Grenadiers und Movistar die Nachführarbeit, um den zwischenzeitlich sechseinhalb Minuten großen Rückstand zu reduzieren. Beim Zwischensprint in Torrijas sicherte sich Marc Soler sechs Bonussekunden, während die weiteren Zeitbonifikationen an Oier Lazkano und Andreas Kron gingen. Am Fuß der Schlusssteigung betrug der Vorsprung der Spitzengruppe rund dreieinhalb Minuten.
Im unteren Teil des Anstiegs hielt Michael Storer das Tempo für seinen Teamkollegen Lenny Martinez hoch, ehe Einer Rubio rund vier Kilometer vor dem Ziel angriff. Wenig später schlossen Lenny Martinez, Sepp Kuss und Romain Bardet zudem Kolumbianer auf. Im oberen Teil des Anstiegs griff Sepp Kuss an und konnte sich entscheidend absetzten. Der Amerikaner gewann die Etappe mit einem Vorsprung von 26 Sekunden vor Lenny Martinez, der das Rote Trikot übernahm. Platz drei ging an Romain Bardet mit, der sich die verbliebenen Zeitbonifikationen sicherte. Dahinter zerfiel das Hauptfeld bereits auf den ersten Kilometern des Schlussanstiegs. Vier Kilometer vor dem Ziel griff Primož Roglič (Jumbo-Visma) an, während der gesamtführende Remco Evenepoel zurückfiel. Hinter dem Slowenen formierte sich eine kleine Gruppe in der sein Teamkollege Jonas Vingegaard, Enric Mas (Movistar), Juan Ayuso (UAE Team Emirates) und Cian Uijtdebroeks (Bora-hansgrohe) vertreten waren. Enric Mas konnte gemeinsam mit Jonas Vingegaard zum Hinterrad von Primož Roglič auchschließen, verlor nach einer weiteren Tempoverschärfung jedoch den Kontakt zu dem Jumbo-Visma-Duo. Primož Roglič und Jonas Vingegaard erreichten das Ziel auf den Plätzen 18 und 19 mit einem Rückstand von zwei Minuten und 52 Sekunden. Sieben Sekunden dahinter folgte Juan Ayuso, während und João Almeida (UAE Team Emirates) und Cian Ujtebroecks mit weitere sieben Sekunden Verspätung über die Ziellinie fuhren. Enric Mas verlor drei Minuten und 16 Sekunden auf den Etappensieger, ehe Remco Evenepoel das Ziel als 24. mit einem Rückstand von drei Minuten und 24 Sekunden erreichte. Auch Alexander Wlassow (Bora-hansgrohe) blieb innerhalb der Vier-Minuten-Marke, während Geraint Thomas und Thymen Arensman (beide Ineos Grenadiers) zwischen vier und fünf Minuten auf den Etappensieger verloren.
In der Gesamtwertung kam es aufgrund der großen Ausreißergruppe zu zahlreichen Veränderungen. Lenny Martinez übernahm die Gesamtführung und lag nun acht Sekunden vor Sepp Kuss und 51 Sekunden vor Marc Soler. Remco Evenepoel rutschte auf den neunten Gesamtrang ab, lag mit einem Rückstand von zwei Minuten und 47 Sekunden jedoch weiterhin vor Jonas Vingegaard und Primož Roglič, die drei und elf weitere Sekunden zurücklagen. Dazwischen befand sich Enric Mas mit einem Rückstand von zwei Minuten und 50 Sekunden als Gesamtzehnter. Auch Juan Ayuso, Cian Ujtebroecks und João Almeida lagen mit weniger als 30 Sekunden Rückstand auf Remco Evenepoel in unmittelbarer Schlagdistanz. Kaden Groves (Alpecin-Deceuninck) und Eduardo Sepúlveda verteidigten ihre Führungen in der Punkte- bzw. Bergwertung, während Lenny Martinez auch die Nachwuchswertung übernahm. Mikel Landa wurde zum kämpferischsten Fahrer gewählt und sein Team Bahrain Victorious schob sich an die Spitze der Mannschaftswertung. Nach den Ausfällen von Michael Hepburn (Jayco AlUla), Jay Vine, Andrea Bagioli und Andrea Vendrame verblieben noch 165 Fahrer im Rennen.

## Ergebnis
| \| Etappenergebnis \| Etappenergebnis \| Etappenergebnis \| Etappenergebnis \| Etappenergebnis \| \| Fahrer \| Fahrer \| Land \| Team \| Zeit \| \| --------------- \| ------------------ \| ------------------ \| ---------------------- \| --------------- \| \| 1. \| Sepp Kuss \| Vereinigte Staaten \| Jumbo-Visma \| 4 h 27 min 29 s \| \| 2. \| Lenny Martinez \| Frankreich \| Groupama-FDJ \| + 26 s \| \| 3. \| Romain Bardet \| Frankreich \| Team DSM-Firmenich \| + 31 s \| \| 4. \| Mikel Landa \| Spanien \| Bahrain Victorious \| + 46 s \| \| 5. \| Marc Soler \| Spanien \| UAE Team Emirates \| + 46 s \| \| 6. \| Wout Poels \| Niederlande \| Bahrain Victorious \| + 1 min 03 s \| \| 7. \| Einer Rubio \| Kolumbien \| Movistar Team \| + 1 min 05 s \| \| 8. \| Cristian Rodríguez \| Spanien \| Arkéa-Samsic \| + 1 min 12 s \| \| 9. \| Steff Cras \| Belgien \| TotalEnergies \| + 1 min 12 s \| \| 10. \| Jefferson Cepeda \| Ecuador \| Caja Rural-Seguros RGA \| + 1 min 26 s \| |                    |                    |                        |                 |
| |                    |                    |                        |                 |
| Quelle: ProCyclingStats |                    |                    |                        |                 |
| Etappenergebnis |                    |                    |                        |                 |
| Fahrer | Fahrer             | Land               | Team                   | Zeit            |
| 1. | Sepp Kuss          | Vereinigte Staaten | Jumbo-Visma            | 4 h 27 min 29 s |
| 2. | Lenny Martinez     | Frankreich         | Groupama-FDJ           | + 26 s          |
| 3. | Romain Bardet      | Frankreich         | Team DSM-Firmenich     | + 31 s          |
| 4. | Mikel Landa        | Spanien            | Bahrain Victorious     | + 46 s          |
| 5. | Marc Soler         | Spanien            | UAE Team Emirates      | + 46 s          |
| 6. | Wout Poels         | Niederlande        | Bahrain Victorious     | + 1 min 03 s    |
| 7. | Einer Rubio        | Kolumbien          | Movistar Team          | + 1 min 05 s    |
| 8. | Cristian Rodríguez | Spanien            | Arkéa-Samsic           | + 1 min 12 s    |
| 9. | Steff Cras         | Belgien            | TotalEnergies          | + 1 min 12 s    |
| 10. | Jefferson Cepeda   | Ecuador            | Caja Rural-Seguros RGA | + 1 min 26 s    |

## Gesamtstände
| \| Gesamtwertung \| Gesamtwertung \| Gesamtwertung \| Gesamtwertung \| Gesamtwertung \| \| Fahrer \| Fahrer \| Land \| Team \| Zeit \| \| ------------- \| ---------------- \| ------------------ \| ---------------------- \| ---------------- \| \| 1. \| Lenny Martinez \| Frankreich \| Groupama-FDJ \| 21 h 40 min 35 s \| \| 2. \| Sepp Kuss \| Vereinigte Staaten \| Jumbo-Visma \| + 8 s \| \| 3. \| Marc Soler \| Spanien \| UAE Team Emirates \| + 51 s \| \| 4. \| Wout Poels \| Niederlande \| Bahrain Victorious \| + 1 min 41 s \| \| 5. \| Steff Cras \| Belgien \| TotalEnergies \| + 1 min 48 s \| \| 6. \| Mikel Landa \| Spanien \| Bahrain Victorious \| + 1 min 58 s \| \| 7. \| Jefferson Cepeda \| Ecuador \| Caja Rural-Seguros RGA \| + 2 min 06 s \| \| 8. \| David de la Cruz \| Spanien \| Astana Qazaqstan Team \| + 2 min 23 s \| \| 9. \| Remco Evenepoel \| Belgien \| Soudal Quick-Step \| + 2 min 47 s \| \| 10. \| Enric Mas \| Spanien \| Movistar Team \| + 2 min 50 s \| |                  |                    |                        |                  |
| |                  |                    |                        |                  |
| Quelle: ProCyclingStats |                  |                    |                        |                  |
| Gesamtwertung |                  |                    |                        |                  |
| Fahrer | Fahrer           | Land               | Team                   | Zeit             |
| 1. | Lenny Martinez   | Frankreich         | Groupama-FDJ           | 21 h 40 min 35 s |
| 2. | Sepp Kuss        | Vereinigte Staaten | Jumbo-Visma            | + 8 s            |
| 3. | Marc Soler       | Spanien            | UAE Team Emirates      | + 51 s           |
| 4. | Wout Poels       | Niederlande        | Bahrain Victorious     | + 1 min 41 s     |
| 5. | Steff Cras       | Belgien            | TotalEnergies          | + 1 min 48 s     |
| 6. | Mikel Landa      | Spanien            | Bahrain Victorious     | + 1 min 58 s     |
| 7. | Jefferson Cepeda | Ecuador            | Caja Rural-Seguros RGA | + 2 min 06 s     |
| 8. | David de la Cruz | Spanien            | Astana Qazaqstan Team  | + 2 min 23 s     |
| 9. | Remco Evenepoel  | Belgien            | Soudal Quick-Step      | + 2 min 47 s     |
| 10. | Enric Mas        | Spanien            | Movistar Team          | + 2 min 50 s     |

| Punktewertung | Punktewertung    | Punktewertung      | Punktewertung      | Punktewertung |
| Fahrer        | Fahrer           | Land               | Team               | Punkte        |
| ------------- | ---------------- | ------------------ | ------------------ | ------------- |
| 1.            | Kaden Groves     | Australien         | Alpecin-Deceuninck | 122 P.        |
| 2.            | Andrea Vendrame  | Italien            | AG2R Citroën Team  | 62 P.         |
| 3.            | Marc Soler       | Spanien            | UAE Team Emirates  | 52 P.         |
| 4.            | Remco Evenepoel  | Belgien            | Soudal Quick-Step  | 45 P.         |
| 5.            | Andreas Kron     | Dänemark           | Lotto Dstny        | 45 P.         |
| 6.            | Dries Van Gestel | Belgien            | TotalEnergies      | 38 P.         |
| 7.            | Lenny Martinez   | Frankreich         | Groupama-FDJ       | 36 P.         |
| 8.            | Sepp Kuss        | Vereinigte Staaten | Jumbo-Visma        | 35 P.         |
| 9.            | Edward Theuns    | Belgien            | Lidl-Trek          | 35 P.         |
| 10.           | Sebastián Molano | Kolumbien          | UAE Team Emirates  | 30 P.         |

| Bergwertung | Bergwertung       | Bergwertung        | Bergwertung           | Bergwertung |
| Fahrer      | Fahrer            | Land               | Team                  | Punkte      |
| ----------- | ----------------- | ------------------ | --------------------- | ----------- |
| 1.          | Eduardo Sepúlveda | Argentinien        | Lotto Dstny           | 21 P.       |
| 2.          | Sepp Kuss         | Vereinigte Staaten | Jumbo-Visma           | 10 P.       |
| 3.          | Remco Evenepoel   | Belgien            | Soudal Quick-Step     | 10 P.       |
| 4.          | Matteo Sobrero    | Italien            | Team Jayco AlUla      | 6 P.        |
| 5.          | Javier Romo       | Spanien            | Astana Qazaqstan Team | 6 P.        |
| 6.          | Lenny Martinez    | Frankreich         | Groupama-FDJ          | 6 P.        |
| 7.          | Jonas Vingegaard  | Dänemark           | Jumbo-Visma           | 6 P.        |
| 8.          | Damiano Caruso    | Italien            | Bahrain Victorious    | 6 P.        |
| 9.          | Marc Soler        | Spanien            | UAE Team Emirates     | 5 P.        |
| 10.         | Jesús Herrada     | Spanien            | Cofidis               | 4 P.        |

| Nachwuchswertung | Nachwuchswertung  | Nachwuchswertung   | Nachwuchswertung      | Nachwuchswertung |
| Fahrer           | Fahrer            | Land               | Team                  | Zeit             |
| ---------------- | ----------------- | ------------------ | --------------------- | ---------------- |
| 1.               | Lenny Martinez    | Frankreich         | Groupama-FDJ          | 21 h 40 min 35 s |
| 2.               | Remco Evenepoel   | Belgien            | Soudal Quick-Step     | + 2 min 47 s     |
| 3.               | Juan Ayuso        | Spanien            | UAE Team Emirates     | + 3 min 06 s     |
| 4.               | Cian Uijtdebroeks | Belgien            | Bora-Hansgrohe        | + 3 min 08 s     |
| 5.               | João Almeida      | Portugal           | UAE Team Emirates     | + 3 min 17 s     |
| 6.               | Einer Rubio       | Kolumbien          | Movistar Team         | + 3 min 22 s     |
| 7.               | Santiago Buitrago | Kolumbien          | Bahrain Victorious    | + 3 min 58 s     |
| 8.               | Thymen Arensman   | Niederlande        | Ineos Grenadiers      | + 5 min 10 s     |
| 9.               | Attila Valter     | Ungarn             | Jumbo-Visma           | + 6 min 24 s     |
| 10.              | Sean Quinn        | Vereinigte Staaten | EF Education-EasyPost | + 9 min 58 s     |

| Mannschaftswertung | Mannschaftswertung     | Mannschaftswertung           | Mannschaftswertung |
| Team               | Team                   | Land                         | Zeit               |
| ------------------ | ---------------------- | ---------------------------- | ------------------ |
| 1.                 | Bahrain Victorious     | Bahrain                      | 64 h 31 min 40 s   |
| 2.                 | Jumbo-Visma            | Niederlande                  | + 3 s              |
| 3.                 | UAE Team Emirates      | Vereinigte Arabische Emirate | + 1 min 15 s       |
| 4.                 | Bora-Hansgrohe         | Deutschland                  | + 4 min 04 s       |
| 5.                 | Ineos Grenadiers       | Vereinigtes Königreich       | + 8 min 53 s       |
| 6.                 | Movistar Team          | Spanien                      | + 15 min 35 s      |
| 7.                 | Soudal Quick-Step      | Belgien                      | + 23 min 34 s      |
| 8.                 | Caja Rural-Seguros RGA | Spanien                      | + 25 min 47 s      |
| 9.                 | EF Education-EasyPost  | Vereinigte Staaten           | + 26 min 22 s      |
| 10.                | Groupama-FDJ           | Frankreich                   | + 31 min 30 s      |

## Ausgeschiedene Fahrer
- Lorenzo Milesi (Team DSM-Firmenich): beendete die Etappe aufgrund von Sturzfolgen nicht.[4]
- Jay Vine (UAE Team Emirates):  beendete die Etappe aufgrund von Sturzfolgen nicht.[4]
- Andrea Bagioli (Soudal Quick-Step):  beendete die Etappe aufgrund von Magen-Darm-Problemen nicht.[4]
- Michael Hepburn (Team Jayco AlUla): gab das Rennen wegen Knieschmerzen als Folge eines Sturzes auf der 1. Etappe auf.[4]